# Gravity (Zlata Ohnevics-dal)
A Gravity (magyarul: Gravitáció) egy dal, amely Ukrajnát képviselte a 2013-as Eurovíziós Dalfesztiválon. A dalt az ukrán Zlata Ognevich adta elő angol nyelven.

## Az Eurovíziós Dalfesztivál
A dal a 2012. december 23-án rendezett ukrán nemzeti döntőben nyerte el az indulás jogát, ahol a zsűri és a nézői szavazatok együttese alakította ki a végeredményt. A dal a maximális 40 ponttal az első helyen végzett a 20 fős mezőnyben.
Zlata Ohnevics az Eurovíziós Dalfesztiválon a dalt először a május 14-én megrendezett első elődöntőben adta elő, a fellépési sorrendben hetedikként az orosz Dina Garipova What If című dala után, és a holland Anouk Birds című dala előtt. Az elődöntőben 140 ponttal a 3. helyen végzett, így továbbjutott a döntőbe.
A május 18-án rendezett döntőben a fellépési sorrendben tizenharmadikként adta elő a görög Koza Mostra és Agathon Iakovidis Alcohol Is Free című dala után, és az olasz Marco Mengoni L’essenziale című dala előtt. A szavazás során 214 pontot szerzett, öt országtól begyűjtve a maximális 12 pontot. Ez a 3. helyet jelentette a huszonhat fős mezőnyben.

## Külső hivatkozások
- Dalszöveg
- YouTube videó: A Gravity című dal előadása az ukrán nemzeti döntőben